# Kojsanské jazyky
Kojsanské jazyky je co do počtu mluvčích i jazyků nevelká skupina, rozšířená především v jihozápadní Africe a ve dvou odnožích také ve východoafrické Tanzanii. Dříve byla považována za jazykovou rodinu, ale ve skutečnosti se jedná o rozrůzněnou skupinu vzájemně nepříbuzných jazyků. Jihoafričtí mluvčí těchto jazyků patří především k etnikům Kojkojnů (Hotentotů) a Sanů (Křováků), východoafričtí mluvčí jsou zřejmě rodově spřízněni s Pygmeji.
Je pravděpodobné, že tyto jazyky představují pozůstatky původně šířejí rozšířené skupiny, která byla v novější době vytlačena bantuskými jazyky z nigerokonžské rodiny. Khoisanské etnické skupiny se považují za nejstarší tzv. paleonegroidní populace. Před bantuskou expanzí byly zřejmě rozšířeny v jižní a východní Africe, později byly vytlačeny ke Kalaharské poušti, především do Namibie a Botswany a také do centrální Tanzanie. Většina těchto jazyků je ohrožena, některé už zanikly. Mnohé z nich nemají žádné psané památky. Jediným rozšířeným jazykem je namaština v Namibii, sandaweština v Tanzanii a ju na severu Kalahari.
Kojsanské jazyky se vyznačují celou řadou specifik, jako jsou například známé „mlaskavky“. Vzájemná příbuznost pěti větví kojsanských jazyků je poněkud sporná - pokud se skutečně vyvinuly z jediného jazyka, bylo to nepochybně v dávné minulosti.

## Dělení
- Hatzapština (800 mluvčích v Tanzanii)
- Sandaweština (40 000 mluvčích v Tanzanii)
- Kvadi-kojské jazyky (sporné)
  - Kvadiština (Kwadi), (†) Angola.
  - Kojské jazyky (Khoe), Největší skupina, co se týče počtu jazyků i mluvčích. Sedmi dosud živými jazyky mluví zhruba 250 000 lidí.
    - Kojkojské jazyky (Khoekhoe, hotentotské jazyky),
      - Namaština (Khoekhoen, Nama, Damara), 250,000 mluvčích, dialekty ǂAakhoe a Haiǁom
      - Eini (†)
      - Jihokoekoeské
        - Koranština (Koran, !ora), vymírající jazyk, několik málo posledních mluvčích
        - Xiriština, asi 90 mluvčích, vymírající

    - Jazyky ču-kve (Tshu-Khwe, kalaharské jazyky, střední křovácká skupina)
      - východní
        - Šua (Shua), asi 6000 mluvčích, dialekty deti, tsʼixa, ǀxaise a ganádi
        - Tsoa, 9300 mluvčích, dialekty cire cire a kua

      - západní
        - Kxoe, asi 11 000 mluvčích, dialekty ǁani a buga
        - Naro, 14 000 mluvčích
        - Gǁana-gǀwi, 4500 mluvčích, dialekty gǁana, gǀwi a ǂhaba

- Tuuské jazyky
  - Taa (ǂhua, nusan, křovácké B)
    - ǃxóõ, 4200 mluvčích
    - Dolní nusanština (†), dialekty ǀʼauni a ǀhaasi

  - ǃkwi (!wi, N/huci, křovácké C)
    - Nǁng, vymírající, asi 8 mluvčích
    - ǀxam (†)
    - ǂungkue (†)
    - ǁxegwi (†)

- Jazyky juu-ǂhoan (křovácké A)
  - ǂHõã, 200 mluvčích, Botswana, vymírající
  - Ju (ǃKung, severní kojsanština), kolem 45 000 mluvčích, v řadě dialektů, např. ǃkung (ǃxũũ), juǀʼhoan, či ǂkxʼauǁʼein, (Mezi kojsanskými jazyky se často řadíjazyk Haiǁomů. Haiǁomové dříve zřejmě mluvili dialektem ju, blízkým jazyku ǃkung, jejich řeč se však výrazně sblížila s namaštinou, takže někdy bývá pokládána jen za její dialekt. Proto také počet mluvčích kolísá mezi 16 000 a nulou. Tento lid je v namaštině znám jako Saa, což je také základ pojmenování Sanové (Křováci).)

## Charakteristika
Společným znakem kojsanských jazyků jsou například mlaskavky, podobnost kořenů a příbuznost slov. Mlaskavky se vyskytují především v kořenech slov a tvoří podsystém spoluhlásek, které společně se složitým systémem tónů tvoří slova. Některé kojsanské mlaskavky byly převzaty bantuskými jazyky např. zuluštinou a xhoštinou. Slovesa mají obvykle 6 časů, přičemž v přítomném čase se rozlišuje, jestli předmět stojí, sedí nebo leží. Slovní zásoba je přizpůsobena přírodnímu prostředí ve kterém mluvčí žijí – tedy především lovu a sběru, proto si v jiných oblastech vypomáhají bantuskými a evropskými slovy.
|             | bilabiální | dentální | alveolární | palatální | laterální |
| ----------- | ---------- | -------- | ---------- | --------- | --------- |
| transkripce | ʘ          | ǀ        | !          | ǂ         | ǁ         |